# Ḫuzziya I.
Ḫuzziya I. war ein hethitischer Großkönig im 16. Jahrhundert v. Chr.
Ḫuzziya gelangte durch Mord auf den Thron. Wohl auf seinen Befehl hin gab der Oberste der Leibwache, Zuru, seinem Sohn Taḫurwaili die Anweisung, die Söhne König Ammunas, Titti und Ḫantili, samt ihren Familien, nach dessen Tod zu ermorden, was auch geschah. Einzig der mit Ḫuzziyas Schwester Ištapariya verheiratete Telipinu blieb am Leben, da auf dieser Verbindung Ḫuzziyas Thronanspruch beruhte. Allerdings stellte Telipinu für Ḫuzziya dadurch weiterhin eine Gefahr dar. So versuchte der Großkönig auch ihn töten zu lassen. Doch er wurde verraten und von Telipinu abgesetzt, der selbst Herrscher wurde. Dieser verbannte Ḫuzziya und seine fünf Brüder und ordnete an, dass ihnen kein Leid geschehen dürfe. Trotzdem wurden sie von einem gewissen Danuwa umgebracht, der von Telipinu später begnadigt wurde.